# Szakács Andor (színművész)
Szakács Andor (Étfalva, 1865 – Kolozsvár, 1924. március 21.) színész, rendező.

## Életútja
A Színművészeti Akadémián tanult, majd Kolozsvárott lépett színpadra 1887. szeptember 11-én. Ecsedi Kovács Gyula tanítványa volt. Működött Szegeden, Szabadkán, Aradon, Temesvárott (Makó Lajosnál). Mint előkelő nevű művész a tragikus szerepkörben feledhetetlen sikereket aratott. 1889. február 12-én Kolozsvárott volt a házassága Gárdonyi Terézzel. 1903. június 18-án vendégként fellépett a Nemzeti Színházban az Othello Jagójaként. 1894-től az Országos Színészegyesület igazgatótanácsának volt tagja. 1923. október 1-én nyugalomba vonult.

### Magánélete
Neje, Gárdonyi Heberling Teréz született 1869. február 14-én, meghalt 1913. szeptember 21-én, Kolozsvárott. Atyja Gárdonyi Antal színész, anyja Heberling Liszka színésznő. 1886. április 22-én lépett a színipályára. 1899. augusztus 25-én mint vendég fellépett a Népszínházban A baba című operett Bonifác asszony szerepében.

## Fontosabb színházi szerepei
- János király
- Othello
- Athéni Timon
- Lear
- Shylock (Shakespeare: A velencei kalmár)
- Bánk bán (Katona József: Bánk bán)
- Lucifer (Madách Imre: Az ember tragédiája)

## Filmjei
- Sárga csikó (1913) – Bakaj András
- Falu rossza (1914)
- A tolonc (1914) – Angyal Pál
- Bánk bán (1914) – Petúr bán
- A börzekirály (1915) – Koltay gróf
- Tetemrehívás (1915) – az öreg Bárczy
- Leányfurgang (1915)
- Éjféli találkozás (1915)
- Havasi Magdolna (1915) – öreg Pavel, a pásztor
- A kormányzó (1915)
- Liliomfi (1915)
- Az alvajáró (1916)
- Vergődő szívek (1916)
- Méltóságos rabasszony (1916) – Gerson, vállalkozó
- A dolovai nábob leánya (1916) –  Jób Sándor
- Soha többé… mindörökké! (1916) – gazdag kereskedő
- Szibéria (1916) – Korabkin, kormányzó
- A gyónás szentsége (1916)
- Fehér éjszakák (1916) – Gorcsakoff herceg, a kormányzó
- A kétszívű férfi (1916)
- Nehéz szerep (1917) – Répássy tábornok
- Az utolsó éjszaka (1917) – Szergej Szergejevics, orosz ezredes
- A megbélyegzett (1917) – Madarassy bankigazgató
- A névtelen asszony (1917) – Chesnal, orvos
- Baccarat (1917) – Lebourg báró
- A szerzetes (1917) – püspök
- A vén bakancsos és fia, a huszár (1917)
- A Gyurkovics lányok (1917) – Radványi báró, az ezredes
- A vágy (1917) – Lelkiismeret
- Hotel Imperial (1917) – Juskievics tábornok
- Falusi madonna (1918) – Csapláros Ferenc
- Palika (1918) – Palika apja
- Akik életet cseréltek (1918)
- A kancsuka hazájában (1918) – Lentovszky, öreg kozák katona
- A vadorzó (1918) – Kerdelmann, fogadós
- Doktorok tragédiája (1918) – az orvos

## Működési adatai
1887–90: Kolozsvár; 1890–92: Arad; 1892: Rakodczay Pál; 1892–93: Miskolc; 1893–94: Arad; 1894–95: Szeged, Újvidék; 1895–96: Szabadka; 1896–1900: Szeged, Temesvár; 1905–08: Debrecen, Nyíregyháza; 1908–1909: Pozsony, Fiume; 1909–10: Felvidék.